# MNK Orkan Zagreb
Il Malonogomentni Klub Orkan Zagreb è una squadra croata di calcio a 5 con sede a Zagabria.

## Storia
Fondato nel 1989, l'Orkan è giunto ad essere protagonista del calcio a 5 croato in pochi anni rispetto alla sua data di nascita, il primo titolo per la squadra capitolina è arrivato durante la stagione 1997-98 con la vittoria nel campionato croato, a questo fa seguito la vittoria nella Supercoppa. Nel 1998-99 la squadra vince la Coppa di Croazia e la successiva Supercoppa, battendo il Glama Brijeg, a fa il suo esordio in una competizione internazionale, giungendo ultima nel girone B dell'European Champions Tournament 1998-1999 dietro a Lazio e Dina Mosca. In seguito, con l'introduzione del girone unico, ha conquistato un quarto posto e quindi un terzo nella stagione 2003-04, anno in cui ha conquistato anche la sua seconda Coppa nazionale. Il secondo titolo nazionale è giunto nel 2004-05 superando nella finale dei play-off il MNK Torcida Split grazie a un pareggio e una netta vittoria netta. La squadra è retrocessa nella seconda divisione croata al termine della stagione 2007-08.

## Palmarès
- Campionato croato: 2
1997-98, 2004-05
- Coppa di Croazia: 2
1998-99, 2003-04
- Supercoppa di Croazia: 2
1998, 1999